# Pamphagus
Pamphagus is een geslacht van rechtvleugeligen uit de familie Pamphagidae. De wetenschappelijke naam van dit geslacht is voor het eerst geldig gepubliceerd in 1815 door Thunberg.

## Soorten
Het geslacht Pamphagus omvat de volgende soorten:
- Pamphagus auresianus Massa, 1992
- Pamphagus batnensis Benkenana & Petit, 2012
- Pamphagus caprai Massa, 1992
- Pamphagus cristatus Descamps & Mounassif, 1972
- Pamphagus djelfensis Vosseler, 1902
- Pamphagus elephas Linnaeus, 1758
- Pamphagus marmoratus Burmeister, 1838
- Pamphagus meridionalis Descamps & Mounassif, 1972
- Pamphagus ortolaniae Cusimano & Massa, 1977
- Pamphagus sardeus Herrich-Schäffer, 1840
- Pamphagus tunetanus Vosseler, 1902